# Lemano (vonat)
A Lemano egy nemzetközi expresszvonat volt, amely az Olaszországban található Milánót kötötte össze a svájci Genffel. A vonat neve a Genfi-tóra (olasz nyelven Lago Lemano) utal, amelynek északi partját a járat teljes hosszában követi. Az 1958-ban elindított járat 1982-ig csak első osztályú kocsikat továbbító Trans-Europ-Express járat volt, majd később lefokozták egy másodosztályú kocsikat is továbbító expresszvonattá.

## Története
A harmadik olasz Trans Europ Express (TEE) szolgáltatás, a TEE Lemano 1958 júniusában, egy évvel a TEE hálózat elindulása után indult el. Mivel az FS ALn 442-448 sorozatú olasz TEE dízelmotorvonatok nem álltak rendelkezésre a TEE-hálózat 1957. június 2-i elindításakor, a három tervezett olasz TEE-szolgáltatás egyike sem kezdődhetett el abban az időben. Kezdetben a milánói indulás éppen kilenc óra után indult reggel, és ebéd után, körülbelül 13:30 érkezett meg Genfben. A visszatérő járat vacsora előtt 17:29-kor hagyta el Genfet és Milánóba 21:40 körül érkezett meg. Ezt az menetrendet úgy tervezték, hogy az utasok a vonaton ebédeljenek és vacsorázzanak, miközben utaznak a Genfi-tó partján, és délután részt vehetnek egy genfi találkozón. Ez a menetrend 1961. július 1-jéig maradt fenn, amikor a TEE Cisalpin is üzembe állt. Ez a Párizs-Milánó járat a Simplon-vasútvonalat is használta, és annak elkerülése érdekében, hogy Lausanne-tól Milánóig közel egyidejűleg közlekedjen a két TEE-vonat, a Lemano Genfből való elindulását 19:40-re halasztották. Ezt a változtatást az ügyfelek nem fogadták el, mert nagyon késő este, közvetlenül éjfél előttre tette a tervezett érkezési időt Milánóba. Két év után úgy döntöttek, hogy Genfből induljon 13:30-kor; és a milánói indulás is korábban történt. A visszatérő üzleti utasok az üzleti tárgyalás után elindulhatnak Genfből Lausanne-ba, és átszállhatnak a TEE Cisalpin Milánói járatára, körülbelül 18:00 órakor. 1972. május 28-án a FIAT dízelmotorvonatokat villamos mozdonyok és Gran Conforto kocsik váltották fel. A menetrend javítására tett kísérletek ellenére az utasszám soha nem ért el olyan magas szintet, mint az első három évben, és végül a Lemano 1982. május 23-án két kocsiosztályú InterCity járattá vált.
1984. január 22-én elindult a TGV-szolgáltatás Lausanne-Párizs között, és a Párizs-Milánó járatok megszűntek. A TGV-k Párizs és Lausanne között közlekedtek, és az azonos nevű InterCity vonatok Lausanne és Milánó között közlekedtek. Az egyik ilyen megosztott szolgáltatás a Lemano volt. Az EuroCity hálózat bevezetése után, 1987. május 31-én a nevek változatlanok maradtak. 1989-ben a Lausanne–Milánó szakaszon a gördülőállományt a svájci RABe négyáramnemű motorvonatok, amelyeket később az olasz FS ETR 470 sorozatú billenőszekrényes vonatok váltották fel.